# Fesij

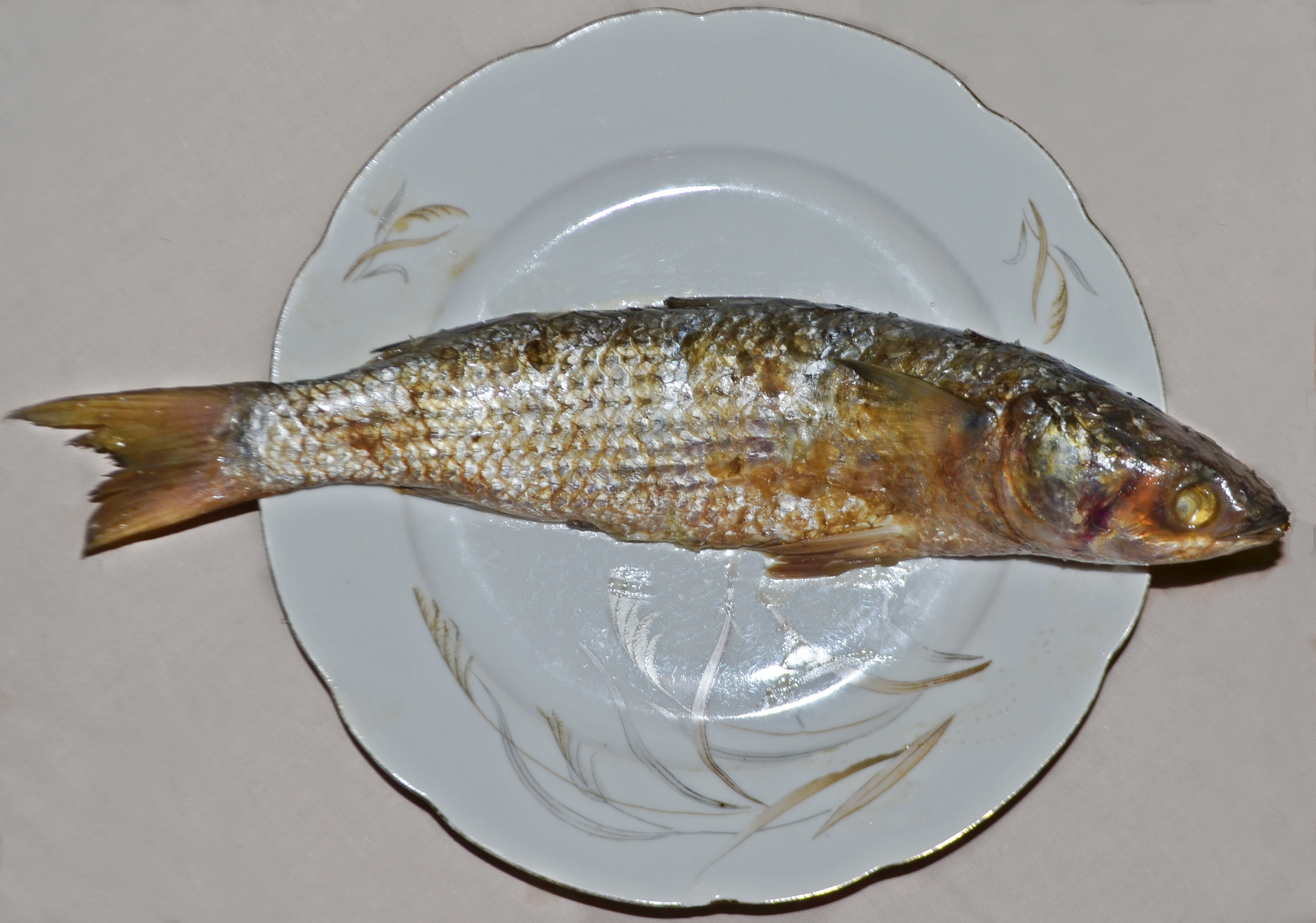

Fesikh (árabe: فسيخ fesīḵ  ) es un platillo de pescado tradicional egipcio. El platillo se prepara con lisa, un pez de agua salada de la familia mugil, que habita en el Mar Mediterráneo y el Mar Rojo, el cual es fermentado salado y secado.
El fesikh se consume durante el festival de Sham el-Nessim, que es una celebración de la primavera que se remonta a épocas antiguas en Egipto.
El proceso tradicional de preparación del fesikh consiste en secar el pescado al sol antes de conservarlo con sal. Las personas que se dedican a esta labores son denominados fasakhani en Egipto. Los egipcios en el oeste han utilizado corégano como un substituto de la lisa. Todos los años los periódicos egipcios informan sobre casos de intoxicación alimentaria causados por preparaciones incorrectas de fesikh.